# Daphnimorpha
Daphnimorpha es un género con 2 especies de plantas de flores perteneciente a la familia de las timeleáceas.

## Especies seleccionadas
- Daphnimorpha capitellata
- Daphnimorpha kudoi